# Filderstadt
Filderstadt là một thị xã ở the huyện Esslingen trong bang Baden-Württemberg ở phía nam nước Đức. Đô thị Filderstadt có diện tích 38,54 km². Đô thị này có cự ly khoảng 13 km về phía nam của Stuttgart.
Filderstadt nằm gần sân bay Stuttgart.
Filderstadt được lập năm 1975 từ 5 làng nhỏ Bernhausen, Bonlanden, Plattenhardt, Sielmingen và Harthausen.

## Kết nghĩa
- Oschatz, Đức
- Selby, Anh
- La Souterraine, Pháp
- Poltava, Ukraina
- Dombasle-sur-Meurthe, Pháp